# Superman (pel·lícula)
Superman és una pel·lícula de superherois estatunidenca de 1978 dirigida per Richard Donner. La pel·lícula segueix els orígens de Superman, incloent-hi la seva infantesa com a Kal-El a Krypton, la seva joventut en la ciutat rural de Smallville. A continuació se'l veu esdevenir Clark Kent, i adopta l'estil de vida de la gent de Metropolis. Té a continuació una aventura amb Lois Lane, tot combatent Lex Luthor.
Aquesta versió és concebuda l'any 1973 per Ilya Salkind. Diversos directors, el més conegut dels quals Guy Hamilton, i guionistes (Mario Puzo, David i Leslie Newman i Robert Benton) es van associar al projecte abans que Richard Donner no s'hi hagués compromès per dirigir-lo. Donner obté l'autorització de reescriure el guió, per fer-lo més interessant. Mankiewicz és acreditat com a consultor de creació. Els productors decideixen que dirigirà Superman i Superman 2 simultàniament.
El rodatge principal comença el març de 1977 i s'acaba l'octubre de 1978. Apareixen algunes tensions entre Donner i els productors i es pren la decisió d'aturar el rodatge de Superman II i d'acabar la primera pel·lícula. Donner tenia ja rodat el 75% de la continuació, que havia de donar naixement a Superman 2, The Richard Donner Cut (versió de Richard Donner). La pel·lícula és un èxit de crítica i econòmic. Els crítics destaquen l'actuació de Christopher Reeve i les semblances entre la representació de Superman en la pel·lícula i Jesús. L'èxit de la pel·lícula obre la via a altres produccions sortides de franquícies del superheroi a Hollywood.
Ha estat doblada al català.

## Argument
El planeta Krypton està a punt d'explotar. Jor-El, gran científic, decideix de salvar el seu únic fill Kal-El posant-lo en una sonda espacial per enviar-lo a la Terra.
Kal-El arriba al planeta Terra, és recollit als Estats Units per la vella parella Jonathan i Martha Kent, que l'eduquen i el rebategen Clark. Mentre creix, descobreix, pel fet de la seva naturalesa extraterrestre, que posseeix superpoders. Una vegada adult, esdevé periodista del Daily Planet, i desitja portar una vida normal. No obstant això, decideix de combatre el mal i el perill sota totes les seves formes, com a Superman, "l'Home d'acer", socorrent les vídues i els orfes, avivant la gelosia de Lex Luthor i l'interès de la seva col·lega Lois Lane.

## Argument detallat
En el planeta Krypton, tres criminals són jutjats pel consell sota la responsabilitat de Jor-El (Ursa, Non i el general Zod). Els presoners són enviats cap a la zona Fantasma. Al mateix moment, Jor-El no arriba a convèncer el consell que Krypton està a punt d'explotar, i decideix quedar-se amb la seva dona, Lara, a Krypton i enviar el seu fill, Kal-El, a la Terra, un planeta de primitius, amb tot el saber de l'univers (en el cristall verd), amb la finalitat d'assegurar el futur de la seva espècie.
Mentre la nau amb Kal-El fa camí cap a la Terra, Krypton és destruïda. La nau cau en un camp, i una parella de grangers de Smallville,
els Kent, el descobreixen i el recullen. Mentre Jonathan prova de canviar un pneumàtic, Martha encoratja el seu marit a adoptar-lo. El nen aixeca el cotxe posant final a la discussió. Sense cap dubte, no és humà.
Ja adolescent, es veu a continuació Clark ordenant l'equip d'esport de l'institut. Prova de relacionar-se més amb Lana Lang, sense èxit. Per impressionar els seus companys de classe, corre més ràpidament que un tren i els espera davant la seva casa, a la carretera. La reacció del conductor és de qualificar Clark com a estrany. El seu pare adoptiu, Jonathan Kent, li ensenya que la seva existència té un objectiu determinat. I que com a tal, no pot revelar la seva verdadera naturalesa a la resta del món. Poc després, mor d'una crisi cardíaca.
Després de l'enterrament, de bon matí, Clark és despertat per interferències de la ràdio. Va al soterrani per trobar-ne el problema. Allà, veu el cristall brillant de la nau d'una lluïssor verda. Clark anuncia a la seva mare, al mig dels camps de blat, que marxa cap al nord. Abans ha demanat l'ajuda de Ben Hubard per ajudar la seva mare a la granja.
Mentre camina sobre la banquisa, treu el cristall de la seva butxaca i el tira lluny. Una ciutat surt llavors de l'aigua amb bombolles. L'espectre de Jor-El li revela que Clark té ara 18 anys i que aquest edifici és la Fortalesa de la Solitud. La seva primera qüestió al seu autèntic pare és: «Qui sóc?». Jor-El li explica llavors la seva identitat i la seva missió. Li és sobretot prohibit modificar la història humana i ha de ser un exemple per a la humanitat, perquè els éssers humans «són capaços de grandesa». La seva formació dura 12 anys terrestres, després dels quals esdevé Superman.
Decideix instal·lar-se a Metròpolis i treballa en el Daily Planet. Coneix Lois Lane, periodista, i el fotògraf Jimmy Olsen, sota la direcció de Perry White. Lois només té una obsessió: obtenir el premi Pulitzer. En el periòdic, Clark passa per un babau: no és capaç d'obrir una ampolla, xoca amb les portes, vol entrar en els banys de senyores i no troba l'ascensor. Mentre Lois i Clark fan una volta, els atraquen en un carreró. Disparen, però és sense comptar amb la rapidesa de Clark que atrapa la bala al vol abans no toqui Lois. Fingeix llavors un desmai. En la discussió següent, desgrana el contingut exacte de la bossa de Lois.
Durant aquest temps, dos policies (Paterson i Berry) segueixen un individu sospitós, Otis, esperant que els condueixi al refugi secret de Lex Luthor, un geni del crim. Berry segueix l'individu fins a l'andana número 9, via 22; l'individu passa per un passatge secret del tren, però Berry és aixafat per un tren quan Lex troba la trampa.
Amagat sota Park Avenue, a més de 90 metres de profunditat, Lex Luthor es defineix com «el més gran geni criminal del nostre temps». Envoltat per Mademoiselle Teschmacher, està a punt de cometre el «crim del segle». Otis ha portat un diari. El llançament dels míssils nuclears és confirmat. Lex revela el seu pla al seu auditori: realitzar una estafa immobiliària.
Després del treball, Lois Lane agafa l'helicòpter sobre el Daily Planet amb la finalitat d'anar a la inauguració de la nau presidencial. Però l'helicòpter s'enganxa a un fil i està a punt de caure de la teulada. Afortunadament, Clark troba el barret de Lois sota l'immoble, comprèn el que està a punt de passar, s'obre la camisa mostrant el símbol de Superman i es vesteix d'heroi. Recupera Lois a punt de caure amb una mà i l'helicòpter a l'altra. La primera pregunta de Lois a aquest home blau i vermell és: «Qui sou?». Li respon: «Un amic». Se'n va volant, ella es desmaia.
Després d'haver-la deixada, Superman intercepta un lladre que evoluciona en una torre de vidre amb ajuda de ventoses; a continuació, intercepta una banda de fugitius amagats en un vaixell després d'un robatori. Deixa el vaixell davant el comissariat, davant el policia Moon i el seu superior, impressionats. Finalment, va a buscar un gat en un arbre per tornar-li a una noia.
Mentre una tempesta destrueix el motor número 1 de l'avió presidencial que és a 6.540 peus i 10 milles al sud-est de Metròpolis, l'avió s'estabilitza gràcies a Superman. Durant aquest temps, Lex Luthor afirma alt i fort que Superman ve d'un altre món perquè si hi ha un ésser humà capaç de muntar un engany com aquest, no en podria ser altre que ell.
Clark xiuxiueja una paraula a Lois per donar-li una cita amb Superman aquell mateix vespre a les 20 hores. Quan Superman arriba, Lois també li pregunta per la seva naturalesa humana. Prova de mesurar-lo: 1,92 m, 102-103. I li pregunta per què fa tot això; la seva resposta: «Combatre per la veritat, la justícia i servir d'exemple».
A continuació, Lex Luthor desvia els míssils nuclears de l'exèrcit americà de les seves trajectòries pels dirigir-los, un a Nova Jersey, l'altre sobre la falla de San Andreas. Abans, Luthor havia adquirit milers d'hectàrees d'un terreny situat a l'est de la falla a baix preu. El seu objectiu és desencadenar un terratrèmol perquè les terres situades a l'oest siguin destruïdes. Així, els terrenys adquirits per Luthor pujarien molt de valor.
Luthor contacta Superman per un missatge difós per ultrasò. Luthor explica que ha deixat anar un gas mortal en les canalitzacions de Nova York. De fet, és una trampa per a atreure Superman. En efecte, Luthor ha aconseguit trobar kriptonita en un museu sobre els meteorits. La kriptonita és el taló d'Aquil·les de Superman. Quan arriba al cau de Luthor buscant el gas, troba la kriptonita i s'enfonsa de seguida en la piscina. Luthor abandona el seu cau després d'haver enganxat una pedra al coll de Superman i el deixa a la seva sort. La senyoreta Teschmacher, la mare de la qual viu a Nova Jersey, deslliura Superman traient-li la kriptonita i impedint Luthor de complir el seu projecte, i li fa prometre d'ocupar-se primer del míssil actiu cap a Nova Jersey, conscient que no hi haurà temps de desviar els dos míssils, però Superman accepta.
Superman arriba a desviar el primer míssil (com ha promès a Teshmacher), però no el segon, que s'estavella contra la falla. El tremolor que té lloc a continuació fa nombrosos danys que Superman arriba a resoldre. Impedeix que un tren no descarrili, que un autobús escolar no caigui al riu, que Jimmy, el seu col·lega fotògraf, no caigui a l'aigua de la presa. Però arriba massa tard per salvar Lois, que es troba atrapada en el seu cotxe, en un esvoranc creat pel tremolor de terra. Ella mor.
Superman es torna boig de pena, i infringeix una regla fonamental apresa del seu pare: no modificar mai el curs de la història. No importa, Superman gira al voltant de la Terra fins a invertir-ne la rotació. Això té per efecte fer retrocedir el temps i permetre a Superman salvar Lois. Per acabar, deté Luthor i el seu fidel segon, Otis, i els deixa en el tribunal de la presó.

## Repartiment
- Christopher Reeve: Superman / Clark Kent / Kal-El
- Marlon Brando: Jor-El
- Gene Hackman: Lex Luthor
- Ned Beatty: Otis
- Jackie Cooper: Perry White
- Glenn Ford: Jonathan Kent
- Trevor Howard: primer savi de Krypton
- Margot Kidder: Lois Lane
- Jack O'Halloran: Non
- Valerie Perrine: Eve Teschmacher
- Maria Schell: Vond-Ah
- Terence Stamp: general Zod
- Phyllis Thaxter: Martha Kent
- Susannah York: Lara Lor-Van
- Jeff East: Clark amb 17 anys
- Marc McClure: Jimmy Olsen
- Sarah Douglas: Ursa
- Harry Andrews: segon savi de Krypton
- Diane Sherry: Lana Lang
- Roy Stevens: Warden

## Producció

### Desenvolupament
Els productors van pensar en principi en Steven Spielberg per a la realització de Superman, però van vacil·lar davant el salari que va demanar. Van esperar veure els resultats que tindria amb Jaws per decidir-se. Mentrestant, Steven Spielberg es va girar cap a altres projectes. Richard Donner la va agafar, després que els productors havien proposat la plaça a Guy Hamilton.

### Càsting
Per encarnar el paper de Jor-El, pare biològic de Superman, a Marlon Brando li van pagar 4 milions de dòlars per la seva actuació de deu minuts —menys de cinc minuts, si es treu els diàlegs dels altres intervinents entre les seqüències en què apareix Brando, una actuació de la qual refusa aprendre els textos, i prefereix llegir-los directament sobre un text escrit a la capa de Kal-El.
Pel que fa al paper dels pares de Lois Lane en l'escena del tren, va ser una picada d'ull perquè aquests personatges van ser interpretats per Kirk Alyn i Noel Neill, altrament anomenats Clark Kent i Lois Lane en el serial de quinze episodis titulat Atom Man vs. Superman, dirigit per Spencer Gordon Bennet, el 1950.
Christopher Reeve, llavors un actor desconegut, va ser escollit per fer de Clark Kent/Superman. Per obtenir una musculatura convenient, va seguir un programa de bodybuilding ('culturisme') amb David Prowse, conegut en l'època per haver interpretat Darth Vader en Star Wars, episodi IV: Una nova esperança (1977), i per haver agafat tanta massa muscular que les escenes filmades al començament del rodatge hagueren de refer-se. Parlant del paper del jove Clark a Smallville, és interpretat per Jeff East, però ha estat doblat en el muntatge: la veu de Clark Kent adolescent és la de Christopher Reeve en la versió original, ja que East tenia un timbre més greu que el de Reeve. La pel·lícula va ser promocionada posant abans els noms de Marlon Brando i de Gene Hackman.

### Rodatge
El rodatge va durar dinou mesos entre els estudis Pinewood a Anglaterra i els exteriors a Nova York, a Nou Mèxic i al Canadà. Van caldre tres anys i mig de preparació i foren necessaris, en total, onze equips de rodatge i més de mil tècnics repartits sobre tres continents. Aquesta durada excepcional es deu al fet que Richard Donner i Ilya Salkind van compartir-ne la realització i que les imatges de Superman 2 foren rodades durant aquest període.

### Música
Jerry Goldsmith, el compositor de La maledicció (The Omen, 1976), havia de, en un principi, treballar sobre la música de pel·lícula. Com que estava ocupat amb la pel·lícula Capricorn One de Peter Hyams (1978), va ser reemplaçat per John Williams, fidel compositor de Steven Spielberg, que va dirigir l'Orquestra simfònica de Londres per als enregistraments.
La primera banda original de la pel·lícula va sortir, en disc vinil de 33 voltes i en casset, el 20 de desembre de 1978 per Warner Bros. Records, abans que no sortís en disc compacte (CD) per Varèse Sarabande el 1998.

## Premis
El 1979, la pel·lícula va rebre el premi Saturn a la millor pel·lícula de ciència-ficció i l'Oscar als millors efectes visuals (Oscar per una contribució especial).